# Peternelj
Peternelj je priimek več znanih Slovencev:
- Anton Peternelj - Igor (1915—2001), partizan prvoborec, častnik
- Borut Peternelj (*1976), skladatelj, glasbenik, umetnik (Amper-o-mat)
- Eva Peternelj (*1995), športnica jadralka
- Franc Peternelj (1883—1951), podobar, pozlatar in fotograf
- Gabrijel Peternelj (1910—2001), pevec/zborovodja/glasbenik, član organizacije TIGR in partizan
- Ivan Peternelj (*1969), gledališki igralec, plesalec in režiser
- Janez Peternelj (1913—1943), športnik in partizan
- Jan Peternelj, klasični filolog
- Jani Peternelj, videast, fotograf
- Jelko Peternelj (1949—2011), risar stripov, karikaturist
- Jože Peternelj - Mausar (1927—2013), slikar samorastnik-naivec in pisatelj
- Jože Peternelj (1944—2021), fizik, univ. profesor (FGG UL in UM)
- Konrad Peternelj - Slovenec (1936—2000), slikar samorastnik
- Lado (Vladislav) Peternelj (1922—2013), zavarovalničar
- Marjan Peternelj (*1945), paraolimpijski športnik - atlet
- Matej Peternelj, grafični oblikovalec
- Metod Peternelj (1888—1956), učitelj, zborovodja, intarzist
- Vilko Peternelj (1885—1941), častnik in pilot
- Zdravko Peternelj, športni delavec (atletika)